# Žofie Eriksdotter Dánská
Žofie Eriksdotter Dánská (1241–1286, Dánsko) byla jako manželka švédského krále Valdemara Birgerssona švédská královna v letech 1261 až 1275.

## Biografie

### Původ a mládí
O životě Žofie není mnoho známo. Narodila se jako druhé dítě (nejstarší dcera) ze šesti potomků dánského krále Erika Plovpenninga a jeho manželky Juty Saské († 1250, dcery saského vévody Albrechta I. († 1261) a jeho druhé manželky Anežky Babenberské (1206–1226). Její otec byl zavražděn v roce 1250 svými politickými odpůrci, když Žofie a její sestry (Ingeborg, Juta a Agnes) byly ještě dětmi. Protože její otec neměl přeživšího syna, na dánský královský trůn nastoupili postupně jeho mladší bratři, Abel a posléze Kryštof.
V době otcovy vraždy bylo Žofii zhruba devět let. Její matka se i s dětmi přestěhovala zpět ke svým rodičům do Saska. Zde vyrůstala Žofie se svými třemi sestrami, občas však žily i na dvoře svého strýce, dalšího otcova bratra, dánského krále Kryštofa I. v péči jeho manželky, královny Markéty; občas ovšem také v klášteře. Čtyři sestry zdědily po svém otci určitá území; bylo lze předpokládat jak z norské, tak švédské strany zájem (motivovaný jak politicky, tak ekonomicky) o spojení s nimi.
Žofie je v pramenech popisována jako krásná, inteligentní a vtipná žena s hbitým jazykem; byla pověstná svou zálibou a uměním hrát šachy.

### Manželství a potomci

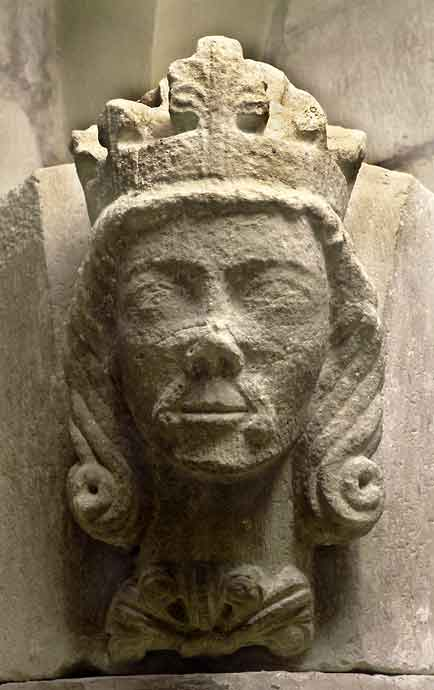
Valdemar Švédský (busta v katedrále Skara)

V roce 1261 byla provdána za švédského krále Valdemara Birgerssona; sňatek byl v režii Valdemarova otce a regenta jarla Birgera, jenž jím sledoval zklidnění a mír ve Skandinávii. Současně se provdala i její sestra Ingeborg, a to za Magnuse, syna norského krále Haakona IV.
Z manželství Žofie a Valdemara vzešlo šest potomků:
- Ingeborg (1263–1292), manželka Gerharda II. Holštýnsko-Segeburského
- Erik (1272–1330), do roku 1275, kdy byl jeho otec sesazen s trůnu, byl jeho následníkem. V roce 1290 byl po smrti otcova nástupce, svého strýce Magnuse III., uvězněn ve stockholmském hradě, neboť představoval možného rivala pro Magnusova následníka Birgera Magnussona; teprve v roce 1302, kdy Birger dosáhl plnoletosti a byl slavnostně korunován, mohl opustit vězení. Zbytek svého života strávil klidně. Byl součástí Královské rady, která spravovala vládu po dobu neplnoletosti krále Magnuse Erikssona (1319–1332)
- Rixa (1269–1292), manželka polského krále Přemysla II. Polského, matka Elišky Rejčky
- Kateřina († 1293)
- Marina, manželka Rudolfa von Diepholz
- Markéta, byla jeptiškou

Roku 1269 uskutečnila Žofie cestu do Dánska, aby navštívila otcův hrob a viděla své mladší sestry Jutu a Agnes, které obě pobývaly v klášteře v Roskilde; Juta zde byla abatyší. V roce 1272 navštívila Juta Švédsko a stala se milenkou Žofiina manžela krále Valdemara. Z jejich vztahu se roku 1273 narodilo dítě; někdy se uvádí dcera, jindy syn jménem Erik. O rok později se Juta vrátila do kláštera a Valdemar byl přinucen uskutečnit kajícnou pouť do Říma a žádat papeže (Řehoře X.) o rozhřešení. Podle legendy měla Žofie říci: „Nikdy se nevzpamatuji z tohoto zármutku. Proklet budiž den, kdy má sestra spatřila švédské království.“
V roce 1275 po bitvě u Hovy Valdemarovi bratři Magnus Ladulås a Erik Birgersson sesadili krále z trůnu. Prameny hovoří o tom, že zpráva zastihla královnu při hře v šachy. V roce 1277 Žofie odešla od manžela a vrátila se do Dánska. Její manžel žil otevřeně s milenkami (uvádějí se Kristina Dánská, Kateřina z Gützkow a Ludgarda) ve svém pohodlném vězení až do své smrti v roce 1302; s některou z nich zřejmě mohl po Žofiině smrti v roce 1286 uzavřít manželství.
Prameny vypovídají o tom, že Žofie vlastnila rybářské faktorie v místě dnešního Nörrköpingu, a že v roce 1283 věnovala příjmy z lovu lososa klášteru svatého Olafa ve Skänninge. V těchto darovacích listinách klášteru se připomíná jméno Nörrköping (Norkøponge) poprvé.
Žofie zemřela roku 1286, ve svých čtyřiceti pěti letech.

## Vývod z předků
|              |                         |  |                    |                                  |  |  |  |  |  |  |  | Knut Lavard |
|              |                         |  |                    |                                  |  |  |  |  |  |  |  |             |
|              | Valdemar I. Veliký      |  |                    |                                  |  |  |  |  |  |  |  |             |
|              |                         |  |                    |                                  |  |  |  |  |  |  |  |             |
|              |                         |  |                    | Ingeborg Kyjevská                |  |  |  |  |  |  |  |             |
|              |                         |  |                    |                                  |  |  |  |  |  |  |  |             |
|              | Valdemar II. Vítězný    |  |                    |                                  |  |  |  |  |  |  |  |             |
|              |                         |  |                    |                                  |  |  |  |  |  |  |  |             |
|              |                         |  |                    | Volodar Minský                   |  |  |  |  |  |  |  |             |
|              |                         |  |                    |                                  |  |  |  |  |  |  |  |             |
|              | Žofie Novgorodská       |  |                    |                                  |  |  |  |  |  |  |  |             |
|              |                         |  |                    |                                  |  |  |  |  |  |  |  |             |
|              |                         |  |                    | Richenza Polská                  |  |  |  |  |  |  |  |             |
|              |                         |  |                    |                                  |  |  |  |  |  |  |  |             |
|              | Erik IV. Dánský         |  |                    |                                  |  |  |  |  |  |  |  |             |
|              |                         |  |                    |                                  |  |  |  |  |  |  |  |             |
|              |                         |  |                    | Alfons I. Portugalský            |  |  |  |  |  |  |  |             |
|              |                         |  |                    |                                  |  |  |  |  |  |  |  |             |
|              | Sancho I. Portugalský   |  |                    |                                  |  |  |  |  |  |  |  |             |
|              |                         |  |                    |                                  |  |  |  |  |  |  |  |             |
|              |                         |  |                    | Matilda Savojská                 |  |  |  |  |  |  |  |             |
|              |                         |  |                    |                                  |  |  |  |  |  |  |  |             |
|              | Berengarie Portugalská  |  |                    |                                  |  |  |  |  |  |  |  |             |
|              |                         |  |                    |                                  |  |  |  |  |  |  |  |             |
|              |                         |  |                    | Rajmund Berengar IV. Barcelonský |  |  |  |  |  |  |  |             |
|              |                         |  |                    |                                  |  |  |  |  |  |  |  |             |
|              | Dulce Aragonská         |  |                    |                                  |  |  |  |  |  |  |  |             |
|              |                         |  |                    |                                  |  |  |  |  |  |  |  |             |
|              |                         |  |                    | Petronila Aragonská              |  |  |  |  |  |  |  |             |
|              |                         |  |                    |                                  |  |  |  |  |  |  |  |             |
| Žofie Dánská |                         |  |                    |                                  |  |  |  |  |  |  |  |             |
|              |                         |  |                    |                                  |  |  |  |  |  |  |  |             |
|              |                         |  | Albrecht I. Medvěd |                                  |  |  |  |  |  |  |  |             |
|              |                         |  |                    |                                  |  |  |  |  |  |  |  |             |
|              | Bernard III. Saský      |  |                    |                                  |  |  |  |  |  |  |  |             |
|              |                         |  |                    |                                  |  |  |  |  |  |  |  |             |
|              |                         |  |                    | Žofie z Winzenburku              |  |  |  |  |  |  |  |             |
|              |                         |  |                    |                                  |  |  |  |  |  |  |  |             |
|              | Albrecht I. Saský       |  |                    |                                  |  |  |  |  |  |  |  |             |
|              |                         |  |                    |                                  |  |  |  |  |  |  |  |             |
|              |                         |  |                    | Knut V. Dánský                   |  |  |  |  |  |  |  |             |
|              |                         |  |                    |                                  |  |  |  |  |  |  |  |             |
|              | Brigita Dánská          |  |                    |                                  |  |  |  |  |  |  |  |             |
|              |                         |  |                    |                                  |  |  |  |  |  |  |  |             |
|              |                         |  |                    |                                  |  |  |  |  |  |  |  |             |
|              |                         |  |                    |                                  |  |  |  |  |  |  |  |             |
|              | Juta Saská              |  |                    |                                  |  |  |  |  |  |  |  |             |
|              |                         |  |                    |                                  |  |  |  |  |  |  |  |             |
|              |                         |  |                    | Leopold V. Babenberský           |  |  |  |  |  |  |  |             |
|              |                         |  |                    |                                  |  |  |  |  |  |  |  |             |
|              | Leopold VI. Babenberský |  |                    |                                  |  |  |  |  |  |  |  |             |
|              |                         |  |                    |                                  |  |  |  |  |  |  |  |             |
|              |                         |  |                    | Helena Uherská                   |  |  |  |  |  |  |  |             |
|              |                         |  |                    |                                  |  |  |  |  |  |  |  |             |
|              | Anežka Babenberská      |  |                    |                                  |  |  |  |  |  |  |  |             |
|              |                         |  |                    |                                  |  |  |  |  |  |  |  |             |
|              |                         |  |                    | Isaac Komnenos Vatatzes          |  |  |  |  |  |  |  |             |
|              |                         |  |                    |                                  |  |  |  |  |  |  |  |             |
|              | Theodora Angelovna      |  |                    |                                  |  |  |  |  |  |  |  |             |
|              |                         |  |                    |                                  |  |  |  |  |  |  |  |             |
|              |                         |  |                    | Anna Komnena Angelina            |  |  |  |  |  |  |  |             |
|              |                         |  |                    |                                  |  |  |  |  |  |  |  |             |